# Aldo Nicodemi
Aldo Nicodemi, noto anche come Boris Notarenko (Blera, 8 ottobre 1919 – Montalto di Castro, 8 agosto 1963), è stato un attore italiano.

## Biografia
Esordì nel 1948 diretto da Riccardo Freda ne I miserabili, interpretando il ruolo di Mario, l'innamorato di Cosetta. Successivamente recitò in svariate altre pellicole, ricoprendo ruoli di secondo piano, come Catene (1949) e  Tormento (1950), al fianco dell'allora celebre coppia Amedeo Nazzari e Yvonne Sanson, con la quale Nicodemi ebbe una relazione sentimentale.
Si allontanò dal mondo del cinema dalla seconda metà degli anni cinquanta e morì a soli 44 anni a causa di un incidente stradale, schiantandosi con l'auto contro un albero sulla via Aurelia.

## Filmografia
- I miserabili, regia di Riccardo Freda (1948)
- Il cavaliere misterioso, regia di Riccardo Freda (1948)
- Napoli eterna canzone (1949)
- Margherita da Cortona (1949)
- Guglielmo Tell (1949)
- Catene, regia di Raffaello Matarazzo (1949)
- Tormento, regia di Raffaello Matarazzo (1950)
- Quattro rose rosse, regia di Nunzio Malasomma (1951)
- Malavita (1951)
- L'eterna catena (1952)
- Il tenente Giorgio, regia di Raffaello Matarazzo (1952)
- Chi è senza peccato..., regia di Raffaello Matarazzo (1952)
- Cuore forestiero, regia di Armando Fizzarotti (1953)
- Eternal Feminas (1954)
- Il mostro dell'Opera (1964)

## Doppiatori italiani
- Giulio Panicali in I miserabili, Il cavaliere misterioso, Malavita
- Emilio Cigoli in Catene, Tormento, Chi è senza peccato...
- Giuseppe Rinaldi in Margherita da Cortona